# Shahed 129
Shahed 129 (перс. شاهد 129, укр. «свідок»; іноді S129) — іранський одномоторний середньовисотний безпілотний бойовий літальний апарат, розроблений компанією Shahed Aviation Industries для Корпусу вартових ісламської революції (КВІР). Shahed 129 здатний виконувати бойові та розвідувальні завдання та може безперервно працювати 24 години; він подібний за розміром, формою та призначенням до американського MQ-1 Predator, це один із найдієвіших БПЛА на іранському озброєнні.
БПЛА використовувався для авіаударів під час громадянської війни в Сирії та для прикордонного патрулювання на східному кордоні Ірану.

## Розробка
Розробка почалася 2005 року, коли Iran Aircraft Manufacturing Industrial Company почала проектувати БПЛА HESA-100. По суті, це був такий самий дизайн, як Shahed 129, але коротший і з квадратним фюзеляжем. Відповідальність за розробку було передано Дослідницькому центру авіаційної індустрії Shahed, який перейменував HESA-100 в Shahed 123. Хоча про нього мало відомо, Shahed 123 є власним серійним БПЛА, а не дослідницьким проектом. Shahed 123 пізніше був розроблений у Shahed 129. І Shahed Aviation Industries, і HESA мають тісні зв'язки з КВІР. Крім того, кілька неперевірених джерел повідомило, що Shahed 129 скопійований з ізраїльського БПЛА Hermes 450, який розбився в Ірані.
Було створено два прототипи. Перший, з номером моделі 129—001, вперше здійснив політ навесні 2012 року і вперше застосовувався для оперативної трансляції відео випробувань балістичних ракет 13 липня 2012 року. Другий прототип із моделлю планера 129—002 здійснив політ у червні 2012 року. Shahed 129 вперше був помічений під час іранських військових навчань «Великий пророк 7» у вересні того ж року. БПЛА надійшов у серійне виробництво у вересні 2013 року. Однак у нього виникли проблеми із запланованим озброєнням, і безпілотники не використовувались до початку 2016 року, коли були встановлені нові високоточні боєприпаси Sadid-345.
БПЛА збирає компанія HESA Всього було замовлено 40 літаків, постачання яких планується завершити до 2024 року. Їх будують зі швидкістю близько трьох на рік..

## Бойове застосування

### Російсько-українська війна
На початку липня 2022 року радник з питань національної безпеки США Джейк Салліван заявив, що Російська Федерація звернулась до Ірану з проханням надати кілька сотень безпілотників для використання їх у війні проти України.
У середині липня 2022 року російська делегація відвідала Іран, де на авіабазі Шахід-Кярімі (аеродром Кашан) їм були представлені іранські БПЛА, зокрема Shahed 129, Shahed 191 та інші.
24 липня 2022 року у ЗМІ з'явилися повідомлення про те, що Іран уже передав ударні безпілотники Shahed 129. Вони були відправлені через Каспійське море, далі через Астрахань і Волгоград, та будуть доправлені на кордон РФ для застосування у війні проти України.

## Характеристики

### Загальні
- Екіпаж: немає
- Вантажність: 400 кг корисного навантаження
- Довжина: 8 м
- Розмах крил: 16 м
- Висота: 3,1 м
- Силова установка: 1 × чотирициліндровий чотиритактний авіаційний двигун Rotax 914 75 кВт (100 к.с.)
- Пропелери: 3-лопатеві

### Продуктивність
- Крейсерська швидкість: 150 км/год
- Бойова дальність: 1700 км
- Максимальна дальність польоту: 3400 км
- Витривалість: 24 год
- Найбільша експлуатаційна стеля: 7300 м

### Озброєння
Бомби: 4 × Садід-345 ПГМ

### Авіоніка
- Електрооптичний/інфрачервоний датчик Oghab-6
- Лазерний далекомір